# Grothendiecks Spursatz
Der Spursatz von Grothendieck ist ein mathematischer Satz aus der Funktionalanalysis über die Spur und die Determinante einer bestimmten Klasse nuklearer Operatoren auf Banach-Räumen, der {\displaystyle {\tfrac {2}{3}}}-nuklearen Operatoren. Er ist eine Erweiterung des Satzes von Lidskii. Der Satz wurde von Alexander Grothendieck bewiesen.

## Grothendiecks Spursatz

### Vorbereitung

#### Approximationseigenschaft
Ein Banach-Raum {\displaystyle B} hat die Approximationseigenschaft, falls für jedes kompakte {\displaystyle K\subset B} und jedes {\displaystyle \varepsilon >0} ein Operator {\displaystyle T} endlichen Ranges existiert, sodass für alle {\displaystyle x\in K}
{\displaystyle \|x-Tx\|<\varepsilon .}

#### ⅔-nuklearer Operator
Sei {\displaystyle A} ein nuklearer Operator auf einem Banach-Raum {\displaystyle B} mit Approximationseigenschaft, dann ist {\displaystyle A} ein {\displaystyle {\tfrac {2}{3}}}-Nuklearer Operator, falls er eine Zerlegung der Form
{\displaystyle A=\sum \limits _{k=1}^{\infty }\varphi _{k}\otimes f_{k}}
besitzt, wobei {\displaystyle \varphi _{k}\in B} und {\displaystyle f_{k}\in B'} und
{\displaystyle \sum \limits _{k=1}^{\infty }\|\varphi _{k}\|^{2/3}\|f_{k}\|^{2/3}<\infty .}

### Grothendiecks Spursatz
Seien {\displaystyle \lambda _{j}(A)} die Eigenwerte von einem {\displaystyle {\tfrac {2}{3}}}-nuklearen Operator {\displaystyle A} mit ihren Vielfachheiten gezählt. Dann ist
{\displaystyle \sum \limits _{j}|\lambda _{j}(A)|<\infty }
und es gilt
{\displaystyle \operatorname {tr} A=\sum \limits _{j}|\lambda _{j}(A)|}
{\displaystyle \operatorname {det} (I+A)=\prod \limits _{j}(1+\lambda _{j}(A)),}
wobei wir die Spur und die Fredholm-Determinante als Grenzwert definieren:
{\displaystyle \operatorname {tr} A:=\lim \limits _{n\to \infty }\operatorname {tr} (K_{n})}
{\displaystyle \operatorname {det} (I+A):=\lim \limits _{n\to \infty }\det(I+K_{n})}
mit {\displaystyle \|K_{n}-A\|\to 0.}